# Эль-Серрато-Палентино

Эль-Серрато-Палентино (исп. El Cerrato palentino)  — район (комарка) в Испании, входит в провинцию Паленсия в составе автономного сообщества Кастилия и Леон.

## Муниципалитеты
1. Альба-де-Серрато
2. Антигуэдад
3. Астудильо
4. Бальтанас
5. Кастрильо-де-Дон-Хуан
6. Кастрильо-де-Оньело
7. Севико-де-ла-Торре
8. Севико-Наверо
9. Кобос-де-Серрато
10. Кордовилья-ла-Реаль
11. Кубильяс-де-Серрато
12. Дуэньяс
13. Эспиноса-де-Серрато
14. Эрмедес-де-Серрато
15. Эррера-де-Вальдеканьяс
16. Онториа-де-Серрато
17. Орнильос-де-Серрато
18. Магас-де-Писуэрга
19. Мельгар-де-Юсо
20. Паленсуэла
21. Побласион-де-Серрато
22. Кинтана-дель-Пуэнте
23. Рейносо-де-Серрато
24. Сото-де-Серрато
25. Табанера-де-Серрато
26. Тарьего-де-Серрато
27. Торкемада
28. Вальбуэна-де-Писуэрга
29. Вальдеольмильос
30. Валье-де-Серрато
31. Вента-де-Баньос
32. Вертавильо
33. Вильяконансио
34. Вильяан
35. Вильялако
36. Вильямедиана
37. Вильямурьель-де-Серрато
38. Вильявиудас
39. Вильодре
40. Вильодриго